# Transferni tisak
Transferni tisak (eng. transfer printing) je metoda ukrašavanja keramike ili drugih materijala pomoću gravirane bakrene ili čelične ploče s koje se uzima jednobojni otisak na papiru, koji se zatim prenosi na keramički komad. Keramika ukrašena ovom tehnikom poznata je na engleskome jeziku pod nazivom transferware.
Razvijena je u Engleskoj od 1750-ih nadalje, a u 19. stoljeću postao je iznimno popularan, iako se relativno malo koristio u drugim velikim zemljama koje proizvode keramiku. Glavnina proizvodnje bila je iz dominantne industrije keramike Staffordshirea. Amerika je bila glavno tržište za englesku robu transfernoga tiska, čije su slike bile prilagođene američkom tržištu; nekoliko proizvođača proizvodilo ih je gotovo isključivo.
Tehnika je bila ključna za dodavanje složenih ukrasa, kao što je uzorak vrbe, na relativno jeftinu keramiku. Konkretno, transferni tisak donio je cijenu odgovarajućeg servisa za jelo na dovoljno nisku razinu da si je može priuštiti velik broj ljudi.
Osim na keramici, tehnika se koristila na metalu te emajliranom metalu, a ponekad i na drvu i tekstilu. I danas se koristi, iako ga je uglavnom zamijenila litografija, odnosno sitotisak. U 19. stoljeću razvijene su metode transfernog tiska u boji.

## Postupak
Proces počinje graviranom metalnom pločom za tiskanje sličnoj onima koja se koriste za izradu gravura ili bakropisa na papiru. Ploča se koristi za tisak uzorka na svileni papir, koristeći mješavine posebnih pigmenata koji podnose pečenje u keramičkoj peći. Otisak se zatim stavi pigmentnom stranom prema dolje na komad keramike, tako da se ljepljiva tinta prenese na keramičku površinu. Obično je bilo potrebno nekoliko različitih prijenosnih dijelova za svaki komad ako je dizajn pokrivao cijeli objekt. Papir se odvoji natapanjem komada u vodi ili se ostavi da izgori tijekom pečenja. To se može učiniti iznad ili ispod keramičke glazure, ali metoda ispod glazure daje mnogo trajniji ukras. Keramika se zatim glazira (ako to već nije učinjeno) i peče u peći da se popravi uzorak. Kod tiska na glazuri bilo je potrebno samo pečenje na niskim temperaturama. Proces proizvodi fine linije slične graviranim grafičkim otiscima.
Prije prijenosa tiska keramika je bila ručno oslikavana, što je bio naporan i skup proces. Transferni tisak omogućio je da se visoka kvaliteta prikaza koja je razvijena u slikanju na porculanu učini puno jeftinijom, čime je veliki broj slikara ostao bez posla. U početku se također uglavnom koristio na porculanu, ali nakon nekoliko godina korišten je i na novom visokokvalitetnom zemljanom posuđu koje su razvijali ondašnji engleski lončari.

## Vanjske poveznice
- Klub sakupljača posuđa s transfernim tiskom